# Carepalxis kolla
Espèce
Carepalxis kolla est une espèce d'araignées aranéomorphes de la famille des Araneidae.

## Distribution
Cette espèce est endémique d'Australie-Méridionale. Elle se rencontre vers Gluepot Homestead.

## Description
La femelle holotype mesure 6,4. mm.

## Systématique et taxinomie
Cette espèce a été décrite par Castanheira, Dimitrov, Baptista, Scharff et Framenau en 2025.

## Publication originale
- Castanheira, Dimitrov, Baptista, Scharff & Framenau, 2025 : « Taxonomy and systematics of the Australasian gum nut orb-weaving spider genus Carepalxis (Araneae, Araneidae). » Invertebrate Systematics, vol. 39, no IS25009, p. 1-45.